# Riz à l'impératrice
Le riz à l'impératrice, parfois riz impératrice, est un dessert glacé à base de riz au lait et de fruits que nous a laissé la cuisine du XIXe siècle .

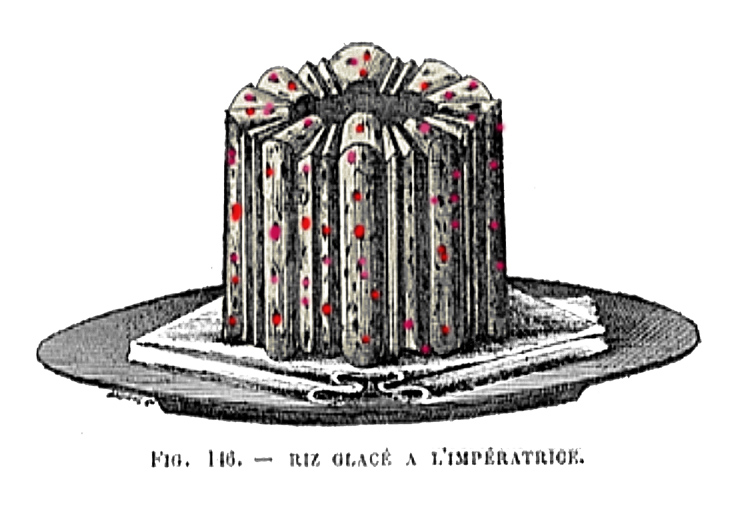
Riz glacé à l'impératrice dans Le pâtissier moderne de Gustave Garlin (1889)

Il ne doit pas être confondu avec la poudre de riz impératrice, à l'usage de la toilette à la même époque.

## La recette
Urbain Dubois (1864) écrit à la fin de son Pain de riz à l'impératrice : « On appelle aussi riz à l'Impératrice un appareil de plombières au riz dressé dans un moule à dôme par couches alternées avec de la marmelade d'abricots qu'on frappe ensuite pendant 25 minutes sur glace salée », et plus loin il donne un autre dessert glacé : le pain d'abricots à l'impératrice . Il est le premier à mentionner cette recette.
Jules Gouffé (1873) est l'auteur de la recette canonique complète : il cuit son riz au lait dans de la crème avec une gousse de vanille, cuisson 1 heure au bain-marie au four. Il passe à la poêle un salpicon d'amande, poire, abricot, reine-claude et cerise avec un sirop et du Marasquin. Le riz est ensuite glacé à la sorbetière, crémé à la chantilly, mis en forme dans un moule. Il sert ce riz avec une sauce aux cerises . Gouffé avait donné en 1867 une variante où il fait prendre le riz avec de la meringue à l'italienne avant glaçage . Gustave Garlin (1889) ajoute aux fruits des raisins secs marinés au kirsch .
Phileas Gilbert (1893) mélange au riz au lait le salpicon de fruits confits macérés au kirsch, de la marmelade d'abricots et de la crème anglaise avant de glacer le tout. Par la suite la recette se dégrade : Le Français (1880) publie une recette plus facile (riz cuit au lait, sauce aux œufs avec cerises et abricots confits), le Petit Journal (1892) remplace les fruits par une poignée de fraises des bois et des framboises au sucre - accompagnement qu'on retrouve chez Bertrand Guegan (1920) avec groseilles et framboises - le Progrès de la Côte-d’Or  (1896) colle le riz à la gélatine trempée aux fruits confits au kirsch, le Figaro (1903) riz cuit séché au lait, massepain, marmelade d'abricots, le Courrier de Saône-et-Loire (1926) œufs, sucre, et lait liés, riz au lait, sans glaçage, kirsch et confiture d'abricots,,,,... Il faut rendre justice à l'Œuvre de publier en 1934 la recette originale « bien maltraitée » [Pas dans la source].
Escoffier (1903) réalise une synthèse : il additionne au riz au lait part égale de salpicon de fruits confits et de purée d'abricots, puis il incorpore un appareil à bavarois (crème anglaise et crème fouettée) : « en somme un bavarois au riz et aux fruits moulé » . De nos jours on trouve le riz à l'impératrice au lait de chèvre, sans gluten et sans lactose... 

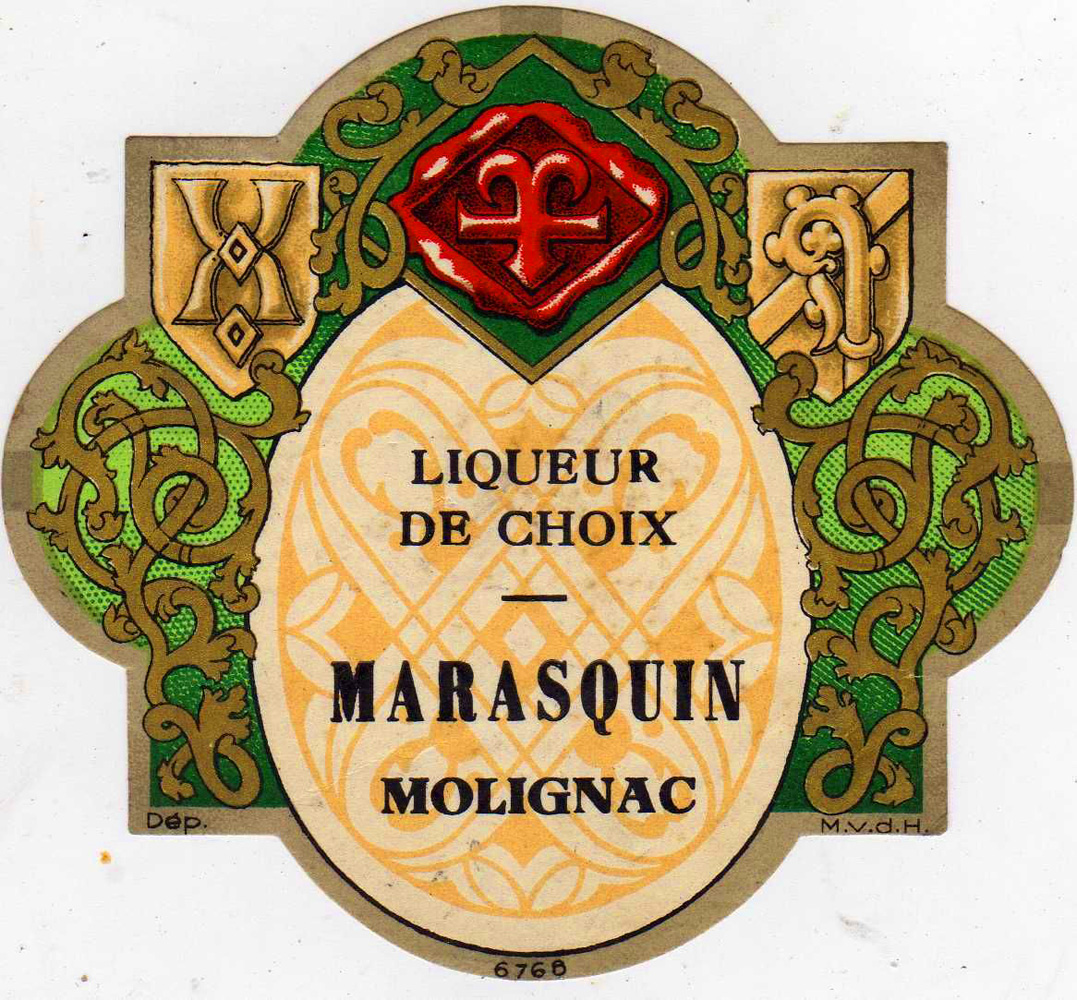
Marasquin : liqueur de cerise acide

## Histoire
Marie-Hélène Baylac écrit que l'origine de dénomination riz à l'impératrice est débattue : pour les uns le riz à l'impératrice aurait été créé en 1810 pour l'impératrice Marie-Louise ou selon d'autres en 1860 pour l'impératrice Eugénie . La première mention dans un menu et imprimée du riz à l'impératrice est dans La Gironde : le 9 février 1869 il aurait été servi en entremets d'un banquet d'avocats du barreau de Bordeaux .   
Urbain Dubois et Jules Gouffé furent cuisiniers de l'empereur Napoléon III et de l'impératrice Eugénie de Montijo .    

## Anthologie
- « J'étais aussi incapable de décider laquelle aurait ma préférence, que si, pour le dessert, on m'avait donné à opter entre le riz à l'impératrice et la crème au chocolat » Marcel Proust [18],[19].
- « Mettons une couche de crème, puis une couche de riz au lait, puis une couche de fruits confits coupés en morceaux dans la sorbetière, et alternons les couches jusqu'à ce que la sorbetière soit pleine. Alors nous l'enfouirons pendant 2 heures dans la glace, nous démoulerons et obtiendrons un superbe riz à l'impératrice ! (ça n'est pas une préparation diététique mais elle est très appréciée par les bien portants) ». La cuisine rationnelle des malades et des bien portants. Augusta Moll-Weiss. Paris, Octave Doin. 1907 [20]